# Geoffroy II de Louppy
Geoffroy II de Louppy, mort avant 1246, est seigneur de Louppy au début du XIIIe siècle ainsi que maréchal de Champagne. Il est le fils de Geoffroy Ier de Louppy et de Mahaut de Bar.
Il est le fondateur du prieuré de Dieu-s'en-Souvienne de Louppy, de l'ordre des Écoliers du Christ.

## Biographie
Il succède à son père comme seigneur de Louppy et est principalement un vassal du comte de Bar ainsi que du comte de Grandpré dans une moindre mesure. Il tient néanmoins pour le comte de Champagne quelques fiefs secondaires comme le péage de Cuperly.
En 1220, il fonde le prieuré de Dieu-s'en-Souvienne à Louppy, placé sous la dépendance de l'ordre des Écoliers du Christ et sous la règle de saint Augustin.
Vers 1228, il est nommé maréchal de Champagne et succède à Odard d'Aulnay qui résigne à cette charge en juillet 1227 contre une rente viagère de 30 livres versée par le comte. Toutefois, cette charge semble s'être arrêtée après sa mort, ne laissant qu'un seul autre maréchal.
Il meurt avant 1246 et est inhumé dans le prieuré Dieu-s'en-Souvienne de Louppy.
Après sa mort, sa veuve Alix fonde la maison-Dieu de Louppy.

## Mariage et enfants

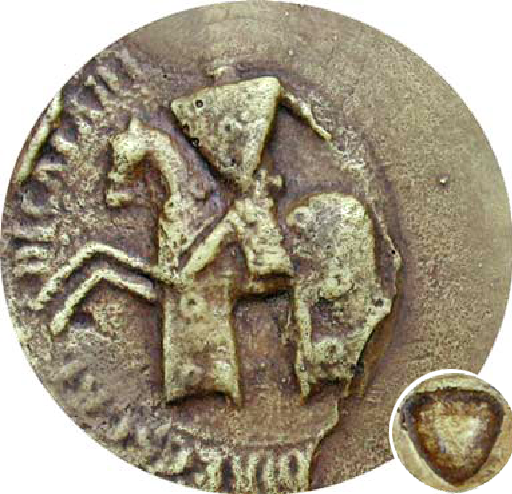
Sceau et contre-sceau de Geoffroy de Louppy.

Il épouse une femme prénommée Alix, dont le nom de famille est inconnu, de qui il a quatre enfants :
- Raoul de Louppy, qui succède à son père comme seigneur de Louppy.
- Ferri de Louppy, seigneur de Chardogne.
- Jean de Louppy, cité en 1248.
- Philippe de Louppy, cité en 1253.